# Ружа-Велика
Ружа-Велика (пол. Róża Wielka, нім. Rose) — село в Польщі, у гміні Шидлово Пільського повіту Великопольського воєводства.
Населення — 525 осіб (2011).

## Демографія
Демографічна структура станом на 31 березня 2011 року:
|          | Загалом | Допрацездатний вік | Працездатний вік | Постпрацездатний вік |
| -------- | ------- | ------------------ | ---------------- | -------------------- |
| Чоловіки | 279     | 79                 | 182              | 18                   |
| Жінки    | 246     | 51                 | 150              | 45                   |
| Разом    | 525     | 130                | 332              | 63                   |